# Cafrijja
Cafrijja (hebr. צפריה) – religijny moszaw położony w samorządzie regionu Emek Lod, w Dystrykcie Centralnym, w Izraelu.

## Położenie
Leży w sąsiedztwie wioski Kefar Chabad i moszawu Chemed, w bezpośrednim sąsiedztwie (na południowy zachód) międzynarodowego portu lotniczego im. Ben-Guriona.

## Historia
Pierwotnie była tutaj arabska wioska As-Safirijja, której mieszkańcy uciekli podczas wojny o niepodległość w 1948.
Moszaw został założony w 1949 roku przez żydowskich imigrantów z Czechosłowacji i Węgier. Początkowo nazywał się Alef, a następnie Kefar Cafrijja.

## Gospodarka
Gospodarka moszawu opiera się na intensywnym rolnictwie i sadownictwie. Produkcją i eksportem kwiatów zajmuje się firma Flora Line Ltd..

## Komunikacja
W bezpośrednim sąsiedztwie wioski (na południe) przebiega autostrada nr 1, nie ma jednak bezpośredniego wjazdu na nią. Przez centrum Cafrijji przebiega droga nr 4402, którą jadąc na południe dojeżdża się do wioski Kefar Chabad. W Kefar Chabad znajduje się stacja kolejowa Kefar Chabad. Pociągi z Kefar Chabad jadą do Binjamina-Giwat Ada, Netanji, Tel Awiwu, Lod, Rechowot i Aszkelonu. Natomiast jadąc drogą nr 4402 na północ dojeżdża się do drogi nr 4404. Tą drogą jadąc na zachód dojeżdża się do moszawu Chemed i drogi nr 412, a jadąc na wschód dojeżdża się do moszawów Jagel, Achi’ezer i Zetan.